# مستشفى نيويورك

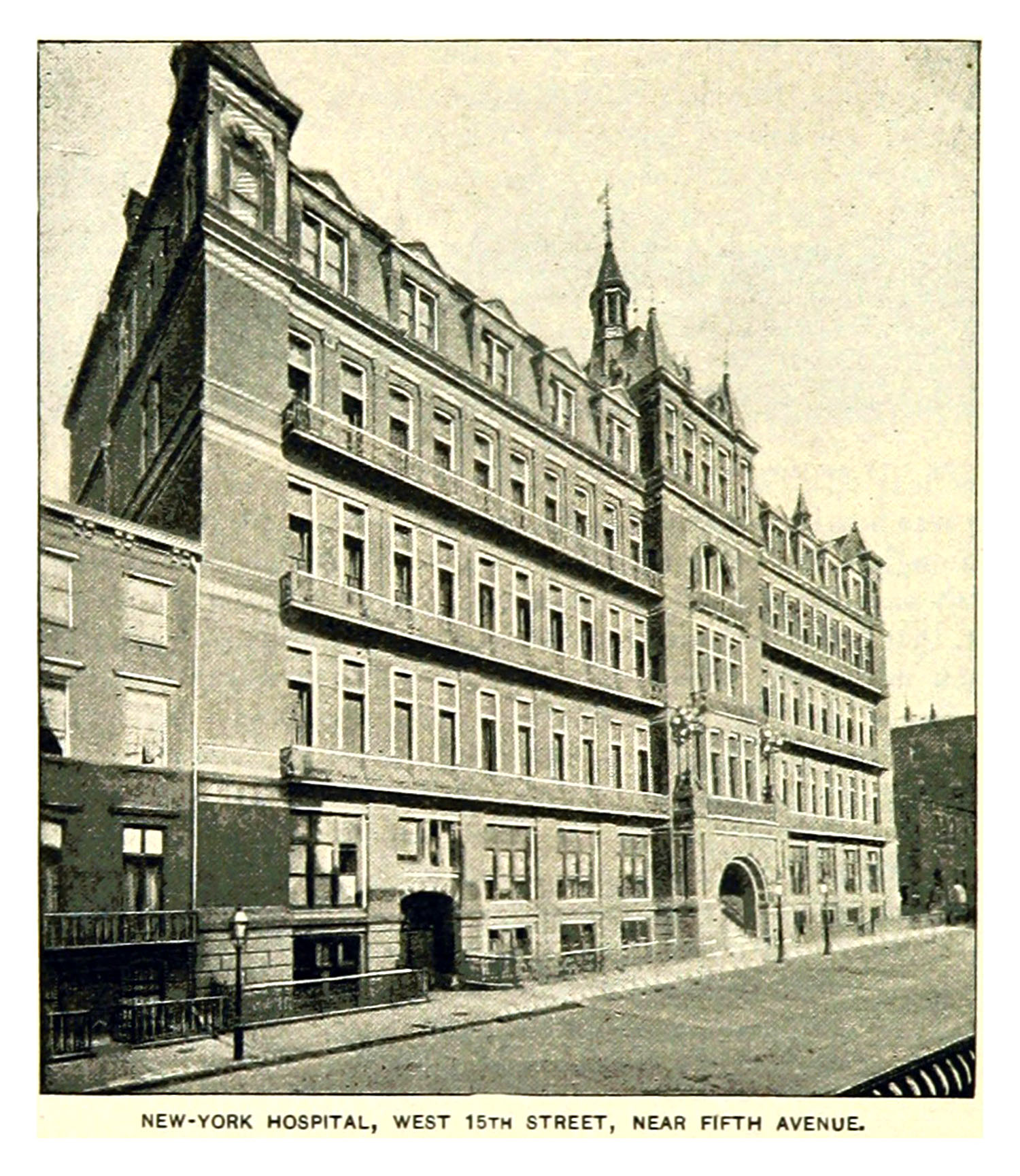
واجهة مبنى المستشفى الثاني المطلة على شارع 15 الغربي

مستشفى نيويورك (بالإنجليزية: New York Hospital)‏ أو مستشفى نيويورك القديم (بالإنجليزية: Old New York Hospital)‏ أو مستشفى المدينة (بالإنجليزية: City Hospital)‏ هو مستشفى أُسس في مدينة نيويورك سنة 1771، بموجب ميثاق ملكي من الملك جورج الثالث ملك المملكة المتحدة، وهو بذلك ثاني أقدم مستشفى في مدينة نيويورك، وثالث أقدم مستشفى في الولايات المتحدة بأسرها.
في سنة 1912، رُبط المستشفى بكلية طب جامعة كورنيل، وفي سنة 1932 نُقل المستشفى إلى مبنى مشترك هو مستشفى نيويورك-مركز كورنيل الطبي، وهو الآن مركز ويل كورنيل الطبي. وفي سنة 1998، اندمج المستشفى إداريًا مع مستشفى بريسبيتريان ليصبح اسم المنشأة مستشفى نيويورك-بريسبيتيريان، كواحد من ستة مبانٍ تابعة للمستشفى.

## أطباء عملوا بالمستشفى
- غوردون بك
- جورجيوس بابانيكولاو